# 主の迎接祭

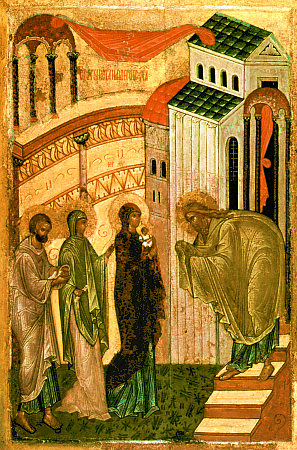
主の迎接祭のイコン（ロシア、15世紀）

主の迎接祭（しゅのげいせつさい、ギリシア語: Υπαπαντή Ιησού Χριστού, ロシア語: Сретение Господне, 英語: Presentation of Jesus at the Temple）は、正教会における十二大祭の一つ。2月15日に祝われる（修正ユリウス暦使用教会では2月2日）。単に迎接祭とも呼ばれる。カトリック教会では主の奉献に相当する。
ルカによる福音書2章22節 - 40節に記されている、イイスス・ハリストス（イエス・キリストのギリシャ語読み）が生神女マリヤとイオシフ（ヨセフ）によって神殿に連れて来られた際の出来事を記憶して祝う。
旧約の律法の定め（レビ記12章）に従い、生神女とイオシフはイイススを生後40日後に神殿に連れて来て、神に捧げた。この時神殿の近くに住んでいたシメオンという預言者はイイススを抱き、救世主が到来した事を神に感謝した。この時に感謝して歌った歌が「シメオンの祝文」であり、神でもあり人でもあったイイススを抱いたというところから、正教会ではシメオンを「抱神者シメオン」（ほうしんしゃ - ）と呼ぶ。
シメオンが幼子イイススを抱いている場面を描くイコンには、生神女、イオシフ、シメオンの他、ルカによる福音書に記述されている預言女アンナが描かれている。
迎接祭は救いを望む全ての人々に救いがもたらされた事、シメオンに抱かれたように人の性をとった救世主が人の律法に従ったように信徒もまた律法を守るべきこと、子に洗礼を授けさせるべき事を教えるものであるとされる。